# Pavel Kadeřábek
Pavel Kadeřábek (Prága, 1992. április 25. –) cseh válogatott labdarúgó, aki jelenleg a TSG Hoffenheim játékosa.

## Sikerei, díjai
- Sparta Praha
  - Cseh bajnok: 2013–14
  - Cseh kupa: 2013–14
  - Cseh szuperkupa: 2014